# Tangariki Reete
Tangariki Reete est une femme d'État gilbertine.

## Biographie
Titulaire d'un certificat de gestion de l'Institut technique de Tarawa, elle travaille dans l'administration publique au ministère de l'Emploi, puis comme responsable de l'audit interne au ministère des Finances et de la Planification économique. Son père Reete Bokai est député de la circonscription de Betio au Parlement de 1998 jusqu'à sa mort en 2008 ; Tangariki Reete se présente alors à sa succession et est élue à l'occasion d'une élection partielle, sous les couleurs du parti Boutokaan te koaua du président Anote Tong,. Réélue aux élections législatives de 2011, elle est nommée ministre des Femmes, de la Jeunesse et des Affaires sociales par le président Tong en octobre 2013, à l'occasion d'un remaniement ministériel. Le ministère est créé à cette occasion,. 
Réélue aux élections de 2015/2016, Tangariki Reete siège sur les bancs de l'opposition au nouveau président Taneti Maamau durant la législature qui s'ensuit. Elle est battue dans sa circonscription aux élections de 2020, mais est choisie comme candidate de l'opposition pour briguer la présidence du Parlement. Elle y est élue avec les voix de vingt-cinq députés contre dix-neuf pour le président sortant, Tebuai Uaai. Elle devient ainsi la première femme à occuper cette fonction.